# 道滘车辆段
道滘车辆段位于中国广东省东莞市道滘镇，是东莞轨道交通1号线两个车辆基地之一。